# Ябіру сенегальський
Ябіру сенегальський (Ephippiorhynchus senegalensis) — вид птахів родини лелекових (Ciconiidae).

## Поширення
Вид поширений в Субсахарській Африці. Живе у саванах і степах з високими деревами неподалік річок та водойм. Уникає суцільних лісів та спекотних пустель.

## Опис
Великий птах завдовжки до 146 см, вагою приблизно 6 кг і розмахом крил до 240 см. Крила, шия, голова та хвіст чорного кольору з металевим блиском, інші частини тіла — білі. Дзьоб потужний, яскраво-червоного кольору з поперечною чорною смугою і жовтим шкіряним утворенням зверху його основи.

## Спосіб життя
Гніздиться на болотах та інших заболочених місцях тропічних рівнин. Він будує гніздо з гілок на деревах. У гнізді три-п'ять яєць. Часто утворює невеликі колонії. Висиджують яйця і виховують пташенят обоє батьків. Раціон складається з риби, жаб та великих комах, а також дрібних гризунів.